# EyeSteelFilm
 (juillet 2019).
EyeSteelFilm est une compagnie de production canadienne de films documentaires, basée à Montréal et établi en 2001 .

## Membres du collectif[2]
- Daniel Cross (en) - producteur et directeur
- Mila Aung-Thwin - productrice et directrice
- Bob Moore - producteur[3]

Directeurs (passé et présent)
- Laura Bari - directrice
- Yung Chang - directrice
- Karina Garcia Casanova - directrice
- Eric Roach Denis - directeur
- Mia Donovan - directrice
- Lixin Fan - directrice
- Omar Majeed - directeur
- Peter Wintonick - directeur
- Ryan Mullins - directeur

## Films
| Sortie | Film                                 | Directeur                       | Scénariste                                 | Affiche |
| ------ | ------------------------------------ | ------------------------------- | ------------------------------------------ | ------- |
| 1997   | The Street: A Film with the Homeless | Daniel Cross                    |                                            |         |
| 2001   | S.P.I.T.: Squeegee Punks in Traffic  | Daniel Cross                    |                                            |         |
| 2001   | Too Colourful for the League         | Daniel Cross Mila Aung-Thwin    | Max Wallace                                |         |
| 2003   | Music for a Blue Train               | Mila Aung-Thwin                 |                                            |         |
| 2003   | RoachTrip                            | Eric Denis                      |                                            |         |
| 2004   | Inuuvunga: I Am Inuk, I Am Alive     | Daniel Cross                    |                                            |         |
| 2005   | Bone                                 | Mila Aung-Thwin                 |                                            |         |
| 2005   | Chairman George                      | Daniel Cross Mila Aung-Thwin    |                                            |         |
| 2006   | Punk the Vote!                       | Eric Denis                      |                                            |         |
| 2007   | Up the Yangtze                       | Yung Chang                      | Yung Chang                                 |         |
| 2008   | RiP! : A remix manifesto             | Brett Gaylor                    | Brett Gaylor                               |         |
| 2008   | Antoine                              | Laura Bari                      | Laura Bari                                 |         |
| 2009   | Last Train Home                      | Lixin Fan                       |                                            |         |
| 2009   | Taqwacore                            | Omar Majeed                     | David Oliveras                             |         |
| 2011   | The Frog Princes                     | Omar Majeed                     |                                            |         |
| 2011   | The Vanishing Spring Light           |                                 |                                            |         |
| 2011   | Volcano                              | Rúnar Rúnarsson                 | Rúnar Rúnarsson                            |         |
| 2011   | Fortunate Son                        | Tony Asimakopoulos              | Tony Asimakopoulos                         |         |
| 2011   | Inside Lara Roxx                     | Mia Donovan                     | Mia Donovan                                |         |
| 2012   | China Heavyweight                    | Yung Chang                      |                                            |         |
| 2012   | The Fruit Hunters                    | Yung Chang                      |                                            |         |
| 2015   | I Am the Blues                       | Daniel Cross                    |                                            |         |
| 2016   | Le Roi des belges                    | Peter Brosens Jessica Woodworth | Peter Brosens Jessica Woodworth            |         |
| 2016   | Médecin de campagne                  | Thomas Lilti                    | Thomas Lilti Baya Kasmi Shérazade Khalladi |         |
| 2016   | L'Outsider                           | Christophe Barratier            |                                            |         |
| 2018   | Anote's Ark                          |                                 |                                            |         |